# Mitothemma
Mitothemma is een geslacht van vlinders van de familie spinneruilen (Erebidae), uit de onderfamilie Calpinae.

## Soorten
- M. acuminata Butler, 1883
- M. angulipennis Butler, 1883
- M. striata Butler, 1883